# FC Basilej
Fussball Club Basel 1893 (obecně známý také jako FC Basel, česky FC Basilej) je profesionální švýcarský fotbalový klub sídlící v Basileji. Tradičně působí v nejvyšší domácí soutěži s názvem Švýcarská Super League. Nejúspěšnější období v domácí soutěži zažil mezi lety 1967–1980, kdy získal 7 prvenství.
Své domácí zápasy hraje klub na stadionu St. Jakob-Park ve městě Basilej, přičemž jeho celková kapacita je vyšší než 42 tisíc diváků. FC Basel má na kontě také 4 účasti v Lize mistrů UEFA (od roku 1992), což je nejvíce ze švýcarských klubů. Klub se také může pyšnit unikátní bilancí, když se od sezony 1999/00 pokaždé účastní některé ze soutěží pořádaných UEFA (evropských pohárů).
V Lize mistrů UEFA 2011/12 měl Basilej ve skupině Manchester United FC, FC Oțelul Galați a Sport Lisboa e Benfica. Hned ve druhém zápase si připsal úspěch, když remizoval na Old Trafford 3:3 s Manchesterem Utd. V ročníku Evropské ligy 2012/13 postoupil klub až do semifinále, kde byl vyřazen pozdějším vítězem anglickým týmem Chelsea FC po výsledcích 1:2 a 1:3. Známým fanouškem týmu je tenista Roger Federer.

## Historie

### Založení – 1966
Klub FC Basilej začal inzerátem Rolanda Geldnera ve vydání národních novin Bazler ze dne 12. listopadu 1893, který požadoval vytvoření fotbalového týmu. Inzerát vyzýval aby se zájemci setkali následující středu o 8:15 v restauraci Schuhmachern-Zunft. Na setkání se zúčastnilo jedenáct mužů, většinou z akademické obce, kteří 15. listopadu 1893 založili Fußball Club Basel. Barvy klubu byly od prvního dne červené a modré.
Basilej zpočátku hrával pouze přátelské zápasy, dokud se nepřipojil k druhému Serie A championship organizovaném Švýcarským fotbalovým svazem. Série A byla rozdělena do tří regionálních skupin - na východní, střední (s FCB) a západní skupinu. Vítězové každé skupiny se kvalifikovali do finále. Série A 1900-01 byla rozdělena do dvou skupin, na východní a západní. Basilej byl ve skupině západ se třemi týmy z Zürichu a dvěma dalšími týmy z Basileje, Old Boys a Fortuna Basel. Basilej ukončil sezónu dvěma vítězstvími, dvěma remíza a šesti prohrami na 5. pozici ve skupině.
Basilej na svou první trofej čekal až 40 let. V sezóně 1932-33 na Švýcarskem poháru postoupil Basilej do finále, které se hrálo v Curychu. Basilej vyhrál 4:3, a tím svůj vůbec první titul, když porazil úhlavních rivalů a úřadujících držitelů poháru Grasshoppers.

### 1966–2001
V sezóně 1966–67 vybojoval FC Basel své první ligové vítězství. Na šampionátu bojovalo 14 týmů a Basilej skončil pouze jeden bod před FC Zürich. Basilej vyhrál 16 z 26 zápasů, osm remizoval, prohrál pouze dvakrát a vstřelil 60 branek.
Ve finále Švýcarského poháru v této sezoně byli soupeři Basileje Lausanne Sports. Na bývalém stadionu ve Wankdorf 15. května 1967 vstřelil rozhodující gól penaltou Helmut Hauser. Hra se zapsala do fotbalové historie díky protestu, který následoval kvůli této penaltě. Hráči soupeře odmítli kvůli kontroverzní penaltě pokračovat ve hře a díky tomu vyhrál Basilej 3:0 kontumačně. Basilej tak vůbec poprvé v historii klubu vyhrál double.
Další ligový titul v Basileji byl dosažen v sezóně 1968–69, kdy opět skončili pouze o bod nad dvojkou, tentokrát Lausanne Sports. V sezóně 1969–70 vyhráli Basel svůj čtvrtý ligový titul, opět o bod před Lausanne Sports. Na Švýcarskem poháru v této sezóně se Basilej dostaly do finále. Po následující sezóně bez jakékoli trofeje získal Basilej opět dva ligové tituly v řadě.
Po několikaleté pauze, Basilejská dlouho očekávaná výhra titulu přišla v roce 1977, když v play off triumfovali nad Servette FC. Znamenalo to další účast v evropských soutěžích ale ani teď se jim nepodařilo rozvířit vody. Po ligovém úspěchu 1976–77 byl Basilej dvě sezóny ve středu tabulky, když v roce 1980 opět získali ligový titul v Nationalliga A. Manažer Helmut Benthaus však v roce 1982 odešel a v následujících sezónách začali basilejská ligové pozice klesat až do vypadnutí do Nationalliga B v roce 1988. Zpět do nejvyšší soutěže se jim podařilo vrátit až v roce 1994.

### 2001–2007
Stadion Park St. Jakob byl otevřen 15. března 2001 a Basilej tehdy ukončili sezónu 2000–01 na čtvrté pozici v lize. V sezóně 2001–2002 však po 22 letech opět vyhráli ligu – slavit mohli už 3 kola před koncem. Dále pokračovali v domácím double, když na Švýcarskem poháru porazili v prodloužení Grasshoppers díky penaltě Murata Yakina. Basilej se dostal i do finále Intertoto Cupu UEFA, což byl první výraznější úspěch na mezinárodní scéně.
V sezóně 2002-03 se Basilej stal druhým švýcarským týmem, který hrál v propracované Lize mistrů UEFA. Dostali se do druhého kola skupiny, ale tam skončili když jejich soupeři byli Manchester United, Juventus a Deportivo de La Coruña. V domácích soutěžích skončila Basilej druhá ve švýcarské superlize a vyhrála Švýcarský pohár, když ve finále porazila Neuchâtel Xamax 6:0.
Basilej začínal v letech 2003–04 13 vítězstvími v lize po sobě a první polovinu sezóny dokončil neporažený s 17 vítězstvími a 1 remízou. Basilej zůstal po zbytek sezóny na čele ligy a vyhrál své 10. švýcarské prvenství. V Poháru UEFA jejich vyřadil Newcastle United ve druhém kole poté, co v předchozím kole porazil Malatyaspor.
Jako švýcarský šampion vstoupil Basilej do Ligy mistrů 2004–05 ve třetím předkole. Vylosovali jejich proti Internazionale, který je celkově porazili 5:2 a Basel tak "vypadl" do Poháru UEFA, kde je zastavili FC Lille 2:0 celkově. V domácí lize se Basilej po slabém začátku posunul na čelo ligové tabulky a pokračoval v zisku titulu o deset bodů. Basilej absolvoval 17 domácích ligových zápasů bez prohry, vyhrál 13 a remizoval čtyři, včetně vítězství 8:1 proti Grasshoppers, v nichž vstřelil čtyři góly Christian Giménez.
Basilej vypadla z Ligy mistrů 2005–06 ve třetím předkole s německým klubem Werder Brémy. Opět vypadli do Poháru UEFA kde se kvalifikovali do vyřazovací fáze. Po zdolání Monaka a Štrasburku je ve čtvrtfinále vyřadil Middlesbrough. 26. února 2006 Basilej překonala vlastní klubový rekord v 52 domácích ligových zápasech bez prohry, který prodloužila na 59. V letech 2006–07 Basilej opět zvítězila v lize nad Curychem a poosmé vyhrála Švýcarský pohár. Ve finále tehdy zvítězila nad FC Luzern 1:0.

### od roku 2008
Basilej vyhráli švýcarský pohár už druhou sezónu po sobě, když 6. dubna 2008 v St. Jakob-Parku porazil druholigový AC Bellinzona 4:1. Basilej zvítězila ve švýcarské superlize poprvé od roku 2005 10. května 2008 po výhře 2:0 nad konkurenty v boji o titul BSC Young Boys. Byl to poslední zápas sezóny a Basileji na vítězství v lize stačil pouze bod ze zápasu, ale pokud by vyhráli Young Boys, byli by šampiony oni. Byla to úplně stejná situace jako na konci sezóny 2005–06 s FC Curych. V sezóně 2009–2010 získala Basilej titul poslední den sezóny proti hráčům Young Boys na stadionu Stade de Suisse. Nejlepším střelcem ligy byl Marco Streller s 21 brankami. Basilej zvítězila ve finále Švýcarského poháru 2009–2010 vítězstvím 6:0 nad FC Lausanne-Sport.
V Lize mistrů 22. února 2012 Basilej překvapivě porazili Bayern Mnichov v prvním zápase 16. kola Ligy mistrů. Vyhráli se skóre 1:0 gólem v 86. min, ale pak na odvetě 7:0 prohráli a vypadli. 15. října 2012 klub vyhodil manažera Heiko Vogela a nahradil ho bývalým hráčem Muratem Yakin. V druhé polovině sezóny získali Basilej dostatek bodů na to, aby sezónu dokončil o tři body před Grasshoppers – získal tak svůj čtvrtý titul v řadě.
Jako švýcarský šampion vstoupili Basilej do Ligy mistrů a dostali se až do semifinále, kde podlehli úřadujícímu šampionovi Chelsea. Obě zápasy skončily prohrou 1:2 v Basileji a 1:3 v Londýně na Stamford Bridge.
Dne 30. dubna 2016 Basilej potvrdil sedmý švýcarský titul po sobě vítězstvím 2:1 nad FC Sion v St. Jakob-Park. Na konci sezóny získal Basilej titul s náskokem 14 bodů před Young Boys. Basilej vstoupil do skupinové fáze Ligy mistrů UEFA 2016-17. Los jim dal silné soupeře a tak proti francouzskému šampionovi Paris Saint-Germain, anglickému týmu Arsenal a bulharskému mistrovi Ludogorec Razgrad skončili na konci skupiny a byli vyřazeni.
V sezóně 2017–18 vyhráli švýcarskou Super League poosmé za sebou - což byl do té doby 20. mistrovský titul klubu. Dvanácté také vyhráli Švýcarský pohár a dosáhly šesté double. V této sezoně byl Raphaël Wicky jmenován za nového manažera prvního týmu, kterému pomáhal Massimo Lombardo. Osmiletý monopol klubu na titul švýcarské ligy skončil v právě roku 2018, kdy ligu vyhráli BSC Young Boys. Basilej skončila druhá s 69 body, zatímco Young Boys se vyhráli ligu s 15bodovým rozdílem. V sezóně 2018-19 tento rozdíl narostl dokonce na 20 bodů, když Basilej skončili s 71 body za obhájci titulu Young Boys. Podařilo se jim však získat Švýcarský pohár, když ve finále porazili Thun. V sezóně 2019-20 dokonce padli o příčku níže, když získali 62 bodů, zatímco Young Boys 76 a FC St. Gallen 68. Ve finále švýcarského poháru 30. srpna 2020 prohráli právě s obhájci titulu Young Boys 2:1, když v 89 minutě řádné hrací doby vstřelil vítězný gól Marvin Spielmann.

## Získané trofeje

### Vyhrané domácí soutěže
- Švýcarská Super League (21×)

(1952/53, 1966/67, 1968/69, 1969/70, 1971/72, 1972/73, 1976/77, 1979/80, 2001/02, 2003/04, 2004/05, 2007/08, 2009/10, 2010/11, 2011/12, 2012/13, 2013/14, 2014/15, 2015/16, 2016/17, 2024/25)
- Švýcarský fotbalový pohár (11×)

(1933, 1947, 1963, 1967, 1975, 2002, 2003, 2007, 2008, 2010, 2012)
- Schweizer Ligacup (ligový pohár) (1×) (zrušen 1982)

(1972)

## Čeští hráči v klubu
Seznam českých hráčů, kteří působili během své kariéry v FC Basel 1893:
- Radoslav Kováč[22]
- Marek Suchý[23]
- Tomáš Vaclík[23]
- Václav Pěchouček